# Евтим Воденичаров (Ресен)
 Тази статия е за македонския деец.  За тракийския вижте Евтим Воденчаров (Велика).  
Евтим Христов Воденичаров е български юрист и общественик от Македония.

## Биография
Роден е на 15 януари 1885 година в град Ресен, тогава в Османската империя. Завършва право в Женевския университет в 1908 година. В 1908 - 1910 година преподава в българската мъжка гимназия в Солун. Включва се активно в обществения живот на българите в Османската империя. Делегат е от Ресен на Първия общ събор на Българската матица в Солун от 20 до 22 април 1910 година.
След Междусъюзническата война се установява във Варна, България. Във Варна участва активно в обществения живот, както и в живота на македонската емиграция. Член е на масонската ложа „Черноморски приятели“. Работи като съдия и е председател на Окръжния съд в Бургас и Варна. В 1930 година участва в организирането на Варненско икономическо дружество. От 1927 до 1935 година е частен доцент по морско право във Висшето търговско училище във Варна.